# Leistung (Sport)
Als Leistung (oder Sportleistung, sportliche Leistung) wird im Sport die von einem Menschen durch Ausübung einer Sportart erbrachte Leistung bezeichnet.

## Allgemeines
Als Leistung wird allgemein die erfolgreiche Bewältigung einer Aufgabe verstanden. Aufgabe im Sport ist die bei einer Sportart vorgesehene und vom Sportler zu bewältigende körperliche und/oder geistige Anstrengung. Die sportliche Leistung ist die Handlung und das Handlungsergebnis in einer Sportart. Die sportphysiologische Sportleistung kann beim Herzen in Watt gemessen werden. In den Ausdauersportarten, aber beispielsweise auch in den Sprint-Disziplinen des Radsports, wird der Begriff auch in seinem engeren, physikalischen Sinne als Quotient von Arbeit und Zeit angewandt. In einigen Sportarten, beispielsweise im Rudern, besonders aber im Radsport, korreliert die vom Sportler zu erbringende, physiologische Leistung (Energieumsatz pro Zeitspanne) besonders eng mit der effektiv messbaren physikalischen Leistung.

## Leistungsdiagnostik
Infolgedessen sind in den letzten Jahrzehnten zahlreiche Leistungstests und Verfahren der Leistungsdiagnostik entwickelt worden, die in erster Linie auf Fahrradergometern bzw. der Rolle, aber auch auf Laufbändern, durchgeführt werden. Die hier erbrachte physikalische Leistung wird dabei ins Verhältnis zu verschiedenen anderen Parametern wie Sauerstoff-Aufnahme, Herzfrequenz, Atem-Volumen, gepumptes Blutvolumen/Zeitspanne (Herzzeitvolumen), Laktat-Konzentration usw. gesetzt. Von der Leistungsdiagnostik ausgehend werden umfangreiche Anregungen zur Trainingsgestaltung entwickelt.
Demgegenüber wird von kritischen Vertretern der Trainingslehre und Sportwissenschaft eingewandt, dass es hierbei zu einer Überbetonung der physikalischen Aspekte der Leistungserbringung kommt. Während im weiteren Sinne leistungsbestimmende Faktoren wie Erholungsfähigkeit, Laktatabbau und dergleichen durchaus einbezogen werden können, werden wesentliche Aspekte wie Willenskraft, „Tagesform“ usw. nicht berücksichtigt. Diese psychologischen Merkmale sind Gegenstand sportpsychologischer Forschung und haben zur Entwicklung sportspezifischer psychologischer Testverfahren wie z. B. des SOQ-d, des AMS-Sport oder des sportbezogenen Leistungsmotivationstests SMT. geführt.

## Leistungsziele
Im Sport moderner Gesellschaften werden eindeutig definierte Leistungsziele verfolgt. Wenn auch im Breiten-, Leistungs- und Hochleistungssport Erfolge auf unterschiedlichem Niveau angestrebt werden, so gilt als grundlegendes Muster aber doch, dass spezifische Leistungsziele durch intensives Training verwirklicht werden können. Terry Orlick unterscheidet im Sport Ergebnisziele (englisch outcome goals) als „absolute Ziele“ und Leistungsziele (englisch performance goals) als „relative Ziele“ und unterstreicht, dass Leistungsziele im Sport besser als Ergebnisziele geeignet sind, um Leistungssteigerungen zu erreichen.

## Quantifizierung
Die Quantifizierung der Sportleistung erfolgt durch Zeitnahme (Laufsport, Schach), Messung der Höhe (Hochsprung, Stabhochsprung), Weite  (Dreisprung, Weitsprung), Zählung der Punkte (Tennis, Tischtennis) oder Tore (Fußball, Handball). Leistungsziele sind – auch und gerade im Hochleistungssport – Sieger eines Wettkampfs, was mit Titeln (Weltmeister) oder Medaillen (Olympiasieger) belohnt werden kann.